# Henrik Wennerström
Henrik Wennerström, född 11 augusti 1861 i Haparanda, död 2 februari 1931 i Luleå, var en svensk civilingenjör och disponent. På 1880- och 1890-talen var Wennerström verksam som stadsplanerare i Gällivare, Malmberget och Koskullskulle och kom därvid att rita tätorternas första detaljplaner. Wennerström ledde även stakningsarbetet när Malmbanan nådde Gällivare och Malmberget 1887 respektive 1888.

## Biografi

### Familj
Wennerström var son till Nils Wennerström och Charlotta Margareta Burman. Han var gift med Anna Charlotta Govenius, dotter till den tyske konsuln i Luleå, Paul Govenius. Makarna fick sex barn, däribland ingenjören Harry Wennerström.
Fadern Nils Wennerström kom från Värmland till Norrbotten 1852 för att arbeta för de engelska Gällivareverken. 1856 blev han handlande i Haparanda och var med sin svärfar Fale Burman delägare i Ekfors vattensåg. 1856 bildades på Wennerströms initiativ Haparandas första rederi, Bottniska ångfartygsbolaget. Under Wennerströms ledning rönte rederiet stora framgångar och åtnjöt högt anseende inom svenska handelsflottan. Nils Wennerström räknas som skaparen av den moderna sågverksindustrin i Torne älvdal. Han lade grunden till sitt exportimperium genom att 1866 bygga ett timmerupplag med lastkaj på ön Hanhinkari och anlade 1871 en ångsåg i Salmisviken strax intill. Konsekvensen blev att sågat timmer inte längre behövde transporteras till kusten för export. Sågverket utvecklades till koncern och 1874 bildade Wennerström aktiebolaget Haparanda Export som förädlade och exporterade trävaror från hela svenska sidan av Torne älv. Bolaget uppköpte både sågverket i Salmis samt vattensågarna i Kengis och Svanstein. Utöver detta var Nils Wennerström medlem av Haparandas municipalstyrelse och sedan 1864 rysk och dansk konsul i Haparanda. I samband med krisen inom trävaruexporten på 1880-talet upplöstes aktiebolaget, varvid Wennerström lämnade sina tjänster och flyttade till Stockholm.
Henrik Wennerströms morfar, grosshandlare Fale Burman, var son till kyrkoherden i Karl Gustavs församling, Erik Burman, och var sedan 1832 ägare av Kopukka gård, där han drev ett omfattande jordbruk. Burman var representant för bondeståndet vid riksdagen 1828–1830 och var en av bondeståndets faddrar vid Oscar II:s dop 1829. När kung Oscar 1871 besökte Haparanda, bodde han hos Burman på Kopukka, vilket väckte uppseende i bygden. 1863 invaldes Burman i Norrbottens läns landsting och ingick i byggnadsdirektionen inför byggandet av Haparanda stadshus 1856. Burmans son, tillika Wennerströms morbror, Gustaf Burman blev sedermera kyrkoherde i Nedertorneå församling och riksdagsledamot i andra kammaren.

### Järnvägsingenjör
Som extrakadett deltog Wennerström vintern 1876–1877 på ångkorvetten Balders vinterexpedition till bland annat Egypten och Turkiet, men ambitionen att bli sjöofficer gick om intet till följd av en hörselnedsättning. I stället utbildade sig Wennerström till civilingenjör och utexaminerades från Chalmers tekniska högskola 1881. Därefter följde tre års praktik vid järnbruk, som byggmästare i södra Sverige och vid faderns koncern.
Sedan Kungl. Maj:t 1882 beviljat koncession för den av Robert Schough föreslagna järnvägen mellan Ofoten och Luleå, bildade ingenjörsfirman Wilkinson & Jarvis firman The Northern of Europes Railway Co. Ltd, senare omdöpt till The Swedish and Norwegian Railway Co. Ltd. Wennerström var sedan begynnelsen aktiv i det engelska järnvägsbolaget och var med vid stakningen av banan från starten på Svartön i augusti 1883. Han var anställd längs Ofotbanen i perioderna 1883–1889, 1891–1893 och 1895–1896. Han kom därför också att ansvara för stakningsarbetet vid bygget av Malmbanan, en delsträcka av Ofotbanen, från Luleå till Gällivare och Malmberget. I samband med detta ledde han brobygget över Vassaraälven, till vilket han tog virke från den gamla prästgården i Gällivare. Detta tvingade kyrkoherden Johan Curtelius att flytta till den nya prästgården, vilket kyrkoherden tidigare vägrat att göra. När engelsmännens kapital tog slut 1889 var Wennerström en av de många ingenjörer som fick uppsägas, men sedan staten övertagit järnvägen ledde han bygget av stambanan till Boden.
Mellan 1891 och 1893 ledde Wennerström järnvägsbygget mellan Polcirkeln och Malmberget och genomförde 1895–1896 undersökningar inför den planerade, men inställda, järnvägen mellan Edefors och Lakaträsk. Vid samma tid planerade Gustaf de Laval ett kraftverk i Edefors för att med elektricitet förädla järnmalm, och Wennerström utförde förberedande arbeten inför detta, men projektet avbröts.

### Stadsplanerare
År 1888 fick Wennerström uppdraget att rita Gällivares första stadsplan; ett projekt som sedermera övertogs av Theodor Helleberg och det framlagda förslaget godkändes vid kommunstämman den 22 april 1888. Stadsplanen var utformad i ett rutnät med ett antal huvudgator, varav den bredaste var Kyrkallén. I projektet ingick också byggandet av en stadskyrka i mynningen av Kyrkallén. Den slutliga stadsplanen fastställdes 1894, men togs i bruk redan 1892 och fortfarande kan spåren efter detaljplanen återfinnas i konstruktionerna av Centrum, Övre Heden och Karhakkaområdet. 1889 var Wennerström också arkitekt till det nya tingshuset i Gällivare. Tingshuset ersatte det kombinerade skol- och tingshuset från 1792 och byggdes mellan järnvägsstationen och den nya kyrkan. Det nya tingshuset var uppfört i fornnordisk stil och fungerade fram till 1953, då huset revs och domstolen flyttade till det nya kommunhuset. När kyrkostämman 1888 beslöt om nya skolhus i Ullatti, Nilivaara och Gällivare kyrkby, anlitades Wennerström att rita fastigheterna.
Den 14 november 1894 uppdrog länsstyrelsen åt Wennerström att upprätta Malmbergets första stadsplan. Han konstruerade stadsplanen i ett rutnät med den 52 meter breda Kungsallén som huvudgata. Torget förlades invid järnvägsstationen och den sammanlagda arealen på stadsplanen var 1 098 866 kvadratmeter. Konflikter uppstod dock med AB Gellivare Malmfält (AGM), som ville använda stora delar av Wennerströms areal för gruvbrytning och först den 11 augusti 1899 godkändes Wennerströms stadsplan med vissa gränsjusteringar efter att frågan uppkommit i riksdagen. Den 11 augusti 1908 beslutades även att Wennerströms stadsplan skulle användas vid upprättandet av Malmbergets municipalsamhälle, men på grund av att samhället låg invid en stor myr som täckte över en fjärdedel av markarealen, kom nästan all tomtmark att vara exploaterad redan på slutet av 1920-talet. Därefter följde nya stadsritningar, som alla kom att utgå från Wennerströms ursprungliga planläggning.
1893–1898 ledde Wennerström dragningen av nya landsvägar i Norrbotten, inklusive sträckorna Kalix älv-Vittangi-Svappavaara, Pajala-Aareavaara, Leipojärvi-Dokkas och Hirvijärvi-Övertorneå samt mellan Pajala och norsk-finska gränsen. Därutöver ledde han brobyggen över älvar i Norrbotten. 1902 gjorde Wennerström också en regleringsplan för Koskullskulle, utformad på samma sätt som i Malmberget och Gällivare. 1909 ombads Wennerström av Bodens kommun att utföra mättekniska arbeten inför stadens gatuanläggning och ingenjören Nils Gellerstedt uppdrogs bearbeta en befintlig stadsplan. Gellerstedts arbete avbröts emellertid 1912, medan Wennerström tilläts fullborda sin del. Av stadsplanen blev dock intet och 1932 antogs en helt ny version ritad av Albert Lilienberg.

### Gruvdisponent
När kopparfyndigheterna upptäcktes i Nautanen utanför Gällivare 1898 och gruvverksamheten startade där 1902 fick Wennerström i uppdrag att rita bostadshusen för det framväxande industrisamhället. Gruvverksamheten nedlades dock redan 1908 och samhället i Nautanen revs 1917. Wennerström utsågs 1902 till chef för AB Nautanen Kopparfält, som han själv varit med att grunda, och innehade positionen i tre år. 1898 blev han chef för Bergverks AB Freja och blev året därpå disponent för bolaget. 1905 lämnade han Sverige för att i två års tid arbeta med gruvnäring i Norge. Sedan 1907 var han konsulterande ingenjör i Luleå och anlitades 1912 ånyo av Bergverks AB Freja för att delta som gruvexpert på en undersökning i Anatolien tillsammans med bolagets chef Sonnenschein. Efter att lagen om enskilda vägar antogs 1907 inkallades Wennerström igen som vägbyggare på den norrländska landsbygden.
I arton år var Wennerström landstingspolitiker i Norrbotten och under flera år aktiv i kommunpolitiken i Gällivare. Han var bland annat en av krafterna bakom uppförandet av en sjukstuga i Gällivare. Därtill var Wennerström en ledande personlighet inom Norrbottens hembygdsförbund. För Hjalmar Lundbohms räkning utförde han avskrifter ur arkivalier om lappländska gruvfält och som numera förvaras på Uppsala universitetsbibliotek. Han författade även ett antal artiklar om malmfältens historia och var tillsammans med Birger Steckzén en av författarna till Luleå stads historia: 1621–1921. Han tilldelades Vasaorden 1904. Wennerström är gravsatt i Paul Govenius familjegrav på Innerstadens kyrkogård i Luleå.
I Gällivare är gatan Wennerströmsvägen uppkallad efter Henrik Wennerström. I korsningen Kaptensvägen-Gällivarevägen, på dåvarande Salutorget, i Malmberget fanns vid sekelskiftet det så kallade Wennerströmska huset som inrymde ortens bankkontor, manufaktur och livsmedelsbutik. Huset revs på 1960-talet i och med Malmbergets modernisering. Wennerström är en av huvudpersonerna i Björn-Erik Höijers roman Befriaren från 1956.

## Bilder

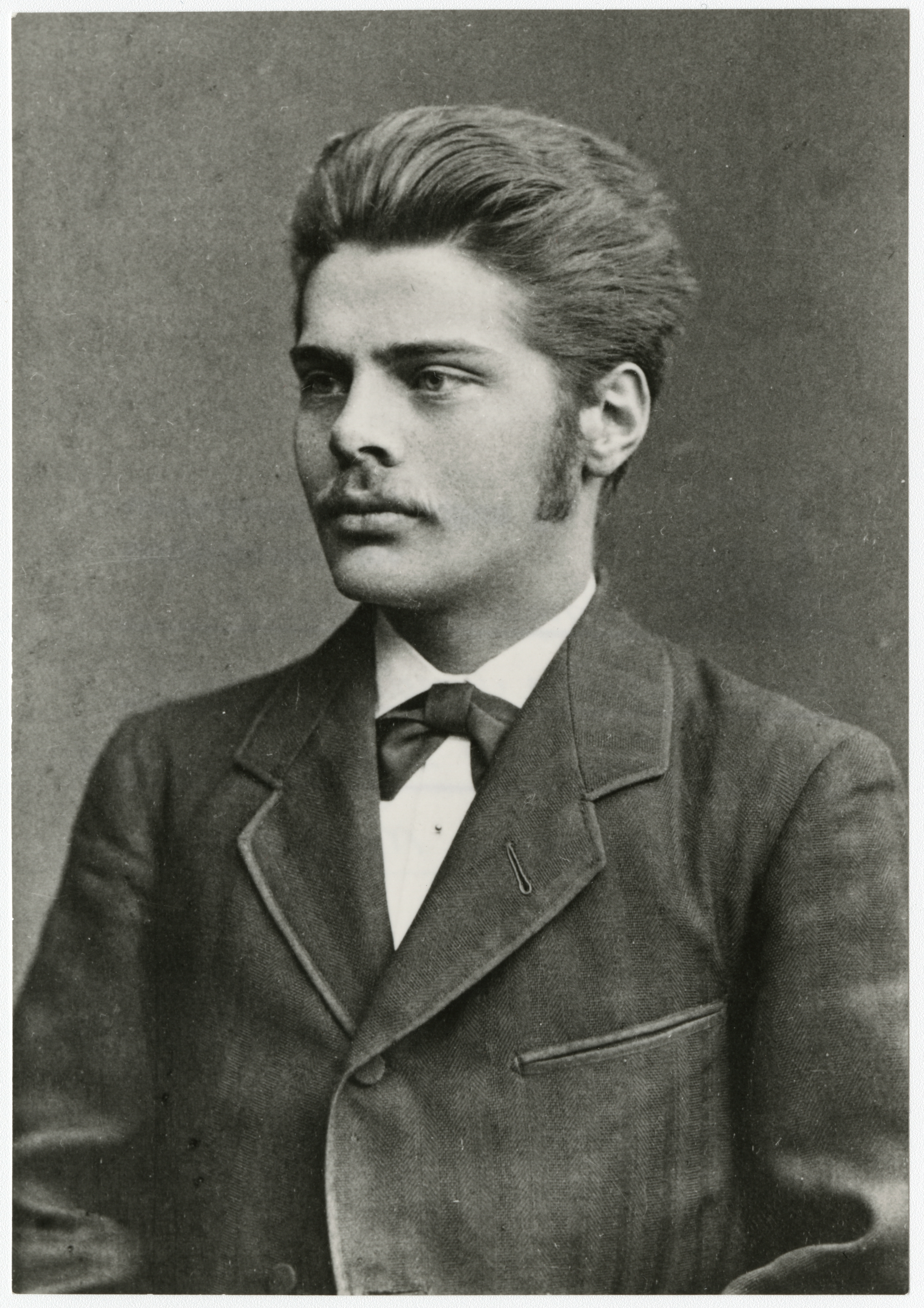
Ungdomsporträtt av Henrik Wennerström.
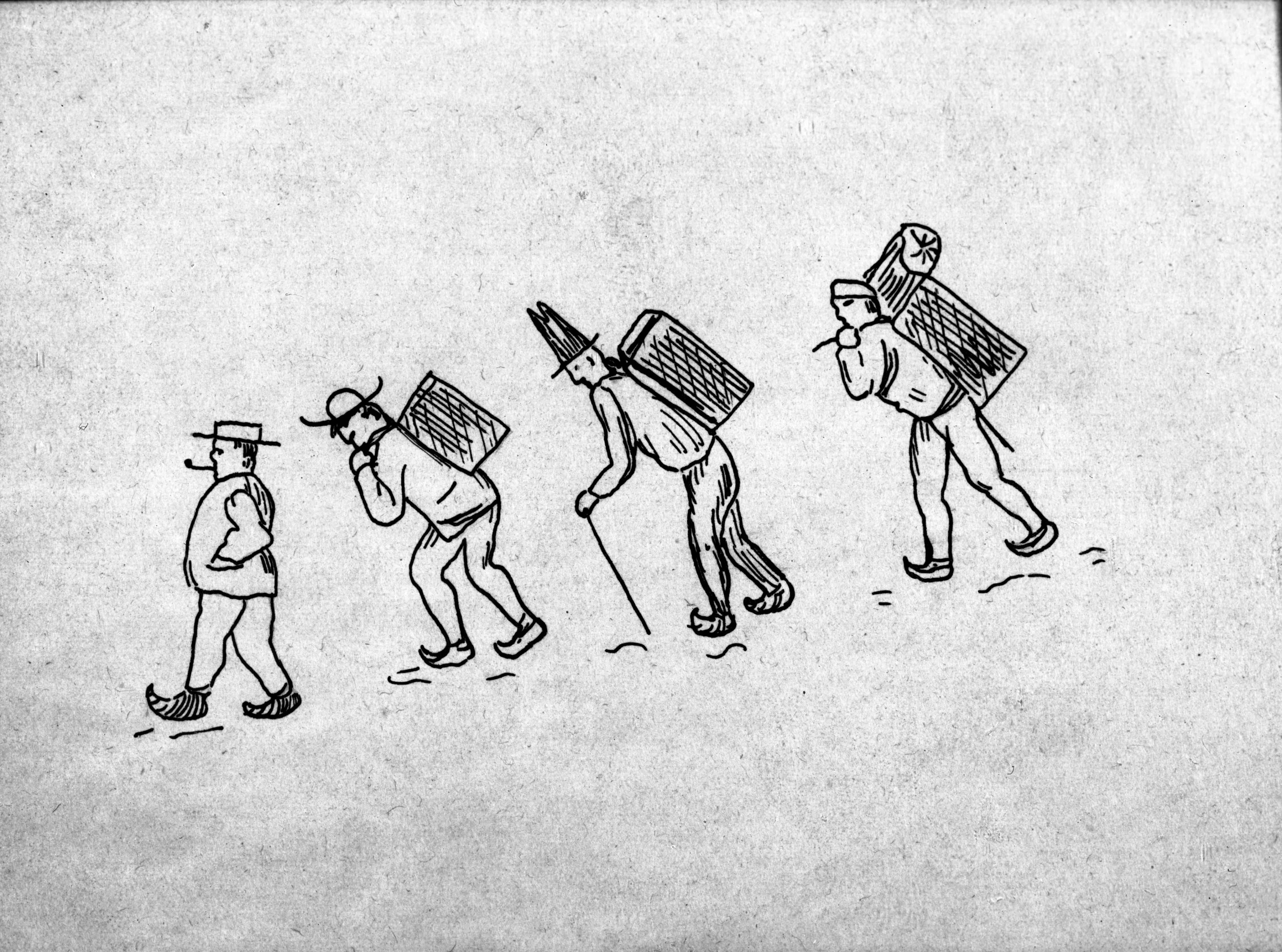
Henrik Wennerström leder sina mannar under en undersökning i samband med byggandet av Ofotenbanan, skiss av Charles Arthur Strutt.
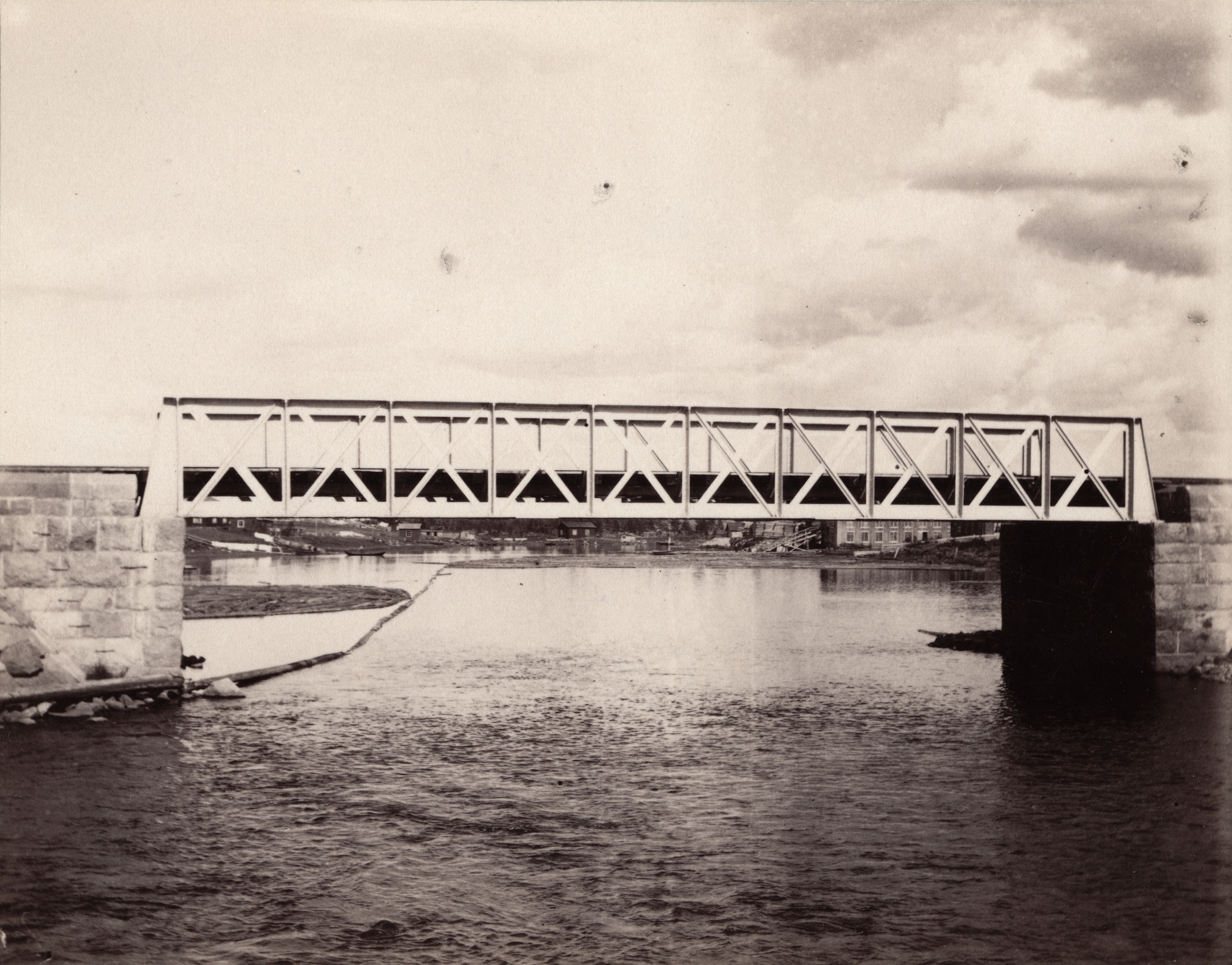
Järnvägsbron över Vassaraälven i Gällivare som Wennerström var med om att uppföra.
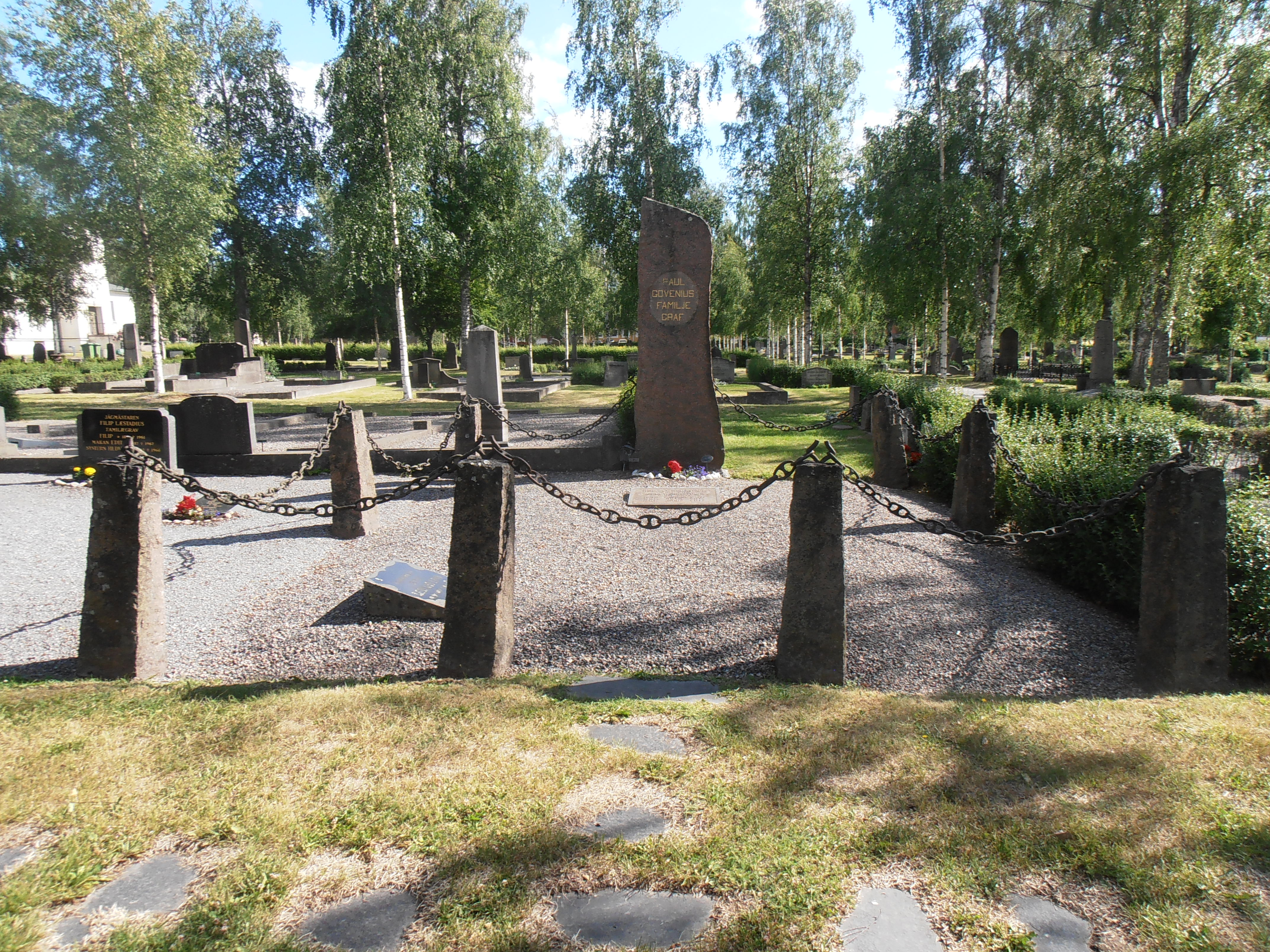
Paul Govenius och Henrik Wennerströms familjegrav på Innerstadens kyrkogård i Luleå, juli 2020.
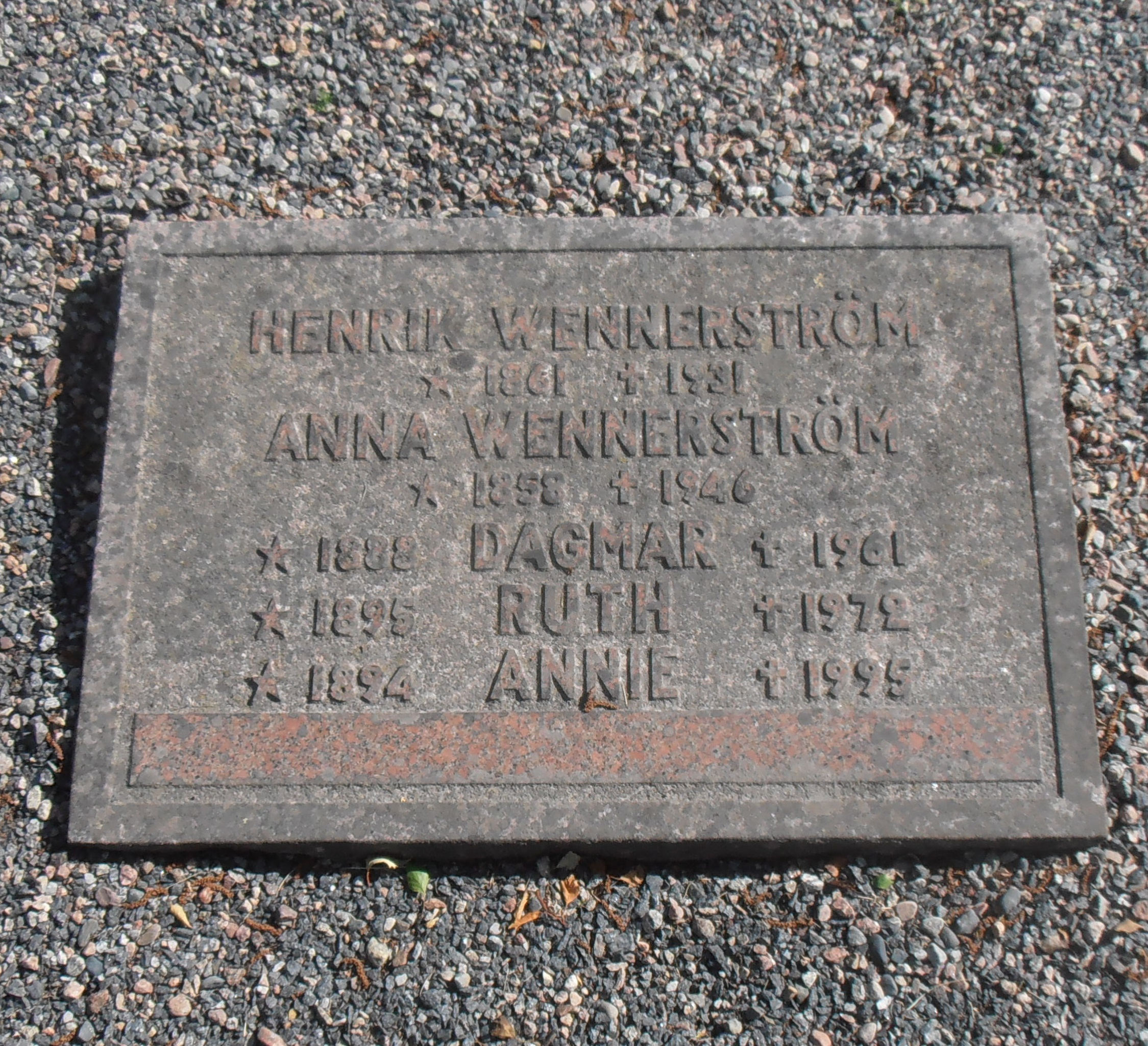
Henrik Wennerströms familjegravsten.